# أناسي نظير
الأناسي النظير أحد أشباه البشر المنقرضين، (بارا تعني «بجانب»، أنثروبوس تعني«الإنسان»)، بما يمكن أن يترجم إلى الإنسان الموازي، وهو من أشباه البشر المنتصبين يرجح أنه ينحدر من أسترالوبيثيكوس (القرد الجنوبي).

## الوصف
كافة أنواع بارانثروبس كانت تدب على قدمين، وقد عاصرت أنواعاً من جنس هومو يعتقد بأنها كانت من سلالة أسترالوبيثكس. ظهر نوع بارنثروبوس للمرة الأولى ما يقرب من 2.7 مليون سنة مضت. معظم أنواعه تمتعت بدماغ يعادل 40% من حجم دماغ الإنسان المعاصر. كان هناك بعض التباين بين أحجام وأنواع مختلفة من بارانثروبوس، ولكن معظمها تقريبا كان بطول 1,3 - 1,4 م متمتعة ببنية عضلية قوية. يعتقد أنه عاش في المناطق ذات الغطاء الشجري مقارنة بالمناطق العشبية والمراعي التي استوطنها الأسترالوبيثكس.
وقد كان سلوكه مختلفا تماما عن سلوك جنس (هومو)، لأنه لم يكن قابلا للتكيف مع بيئته فكان قليل الحيلة. الدليل على ذلك يأتي من علم وظائف الأعضاء الذي يشير إلى أن أعضاءه كانت مصممة خصيصا لنظام غذائي من اليرقات والنباتات. هذا من شأنه أن يجعلها أكثر اعتمادا على الظروف البيئية المواتية مقارنة بأنواع الإنسانية التي كانت سائدة في عصره، مثل الإنسان الماهر الذي كان قادراً على تناول تشكيلة أوسع بكثير من الأطعمة.

## خلاف على التصنيف
يقول داوكينز بأن هناك نقاشاً حامياً حول عدد أجناس بارانثروبوس التي عاشت على ظهر الأرض وعن سلوكها.الأسماء التي كانت تترافق مع هذا النقاش هي بارانثروبوس المتين، بارانثروبوس بويزي، بارانثروبوس الإثيوبي. تختلف الآراء حول ما إذا كان من الصحيح أن تدرج هذه الأنواع في تصنيف بارنثروبوس أم في تصنيف أسترالوبيثكس. فقد يعود ظهور النوع المتين (robusts) إلى نمط تبايني أو تقاربي من التطور. لا يوجد حاليًا أي توافق في الآراء في المجتمع العلمي حول ما إذا كان من المفترض أن تصنف أنواع بارانثروبوس المتين وبويزي والإثيوبي في تصنيف مستقل، علماً أنها تطورت في خط تطوري نشأ عن الأسترالوبيثكس. وصولاً إلى نصف العقد الماضي، ضمت الغالبية العظمى من المجتمع العلمي وشملت جميع الأنواع من الأسترالوبيثكس والبارانثروبوس في جنس واحد. حاليًا يعد كلا التصنيفين مستخدماً ومقبولاً في المجتمع العلمي. ولكن، على الرغم أن الاسم أسترالوبيثكس المتين وبارانثروبوس المتين يستخدمان على حد سواء لوصف المسمى ذاته، فإن بعض الباحثين، بدءا من روبرت بروم، وصولاً إلى برنارد وود، يعتقدون أن هناك فرقًا بينهما وأنه ينبغي أن يكون هناك جنس مختلف لكل منهما. في ويكيبيديا، تم استخدام هذا النهج، وتوخيا للاتساق، يستخدم جنس بارانثروبوس لجميع المقالات التي تشير إلى الأنواع بارانثروبوس المتين وبويزي والإثيوبي.

## تفاصيل

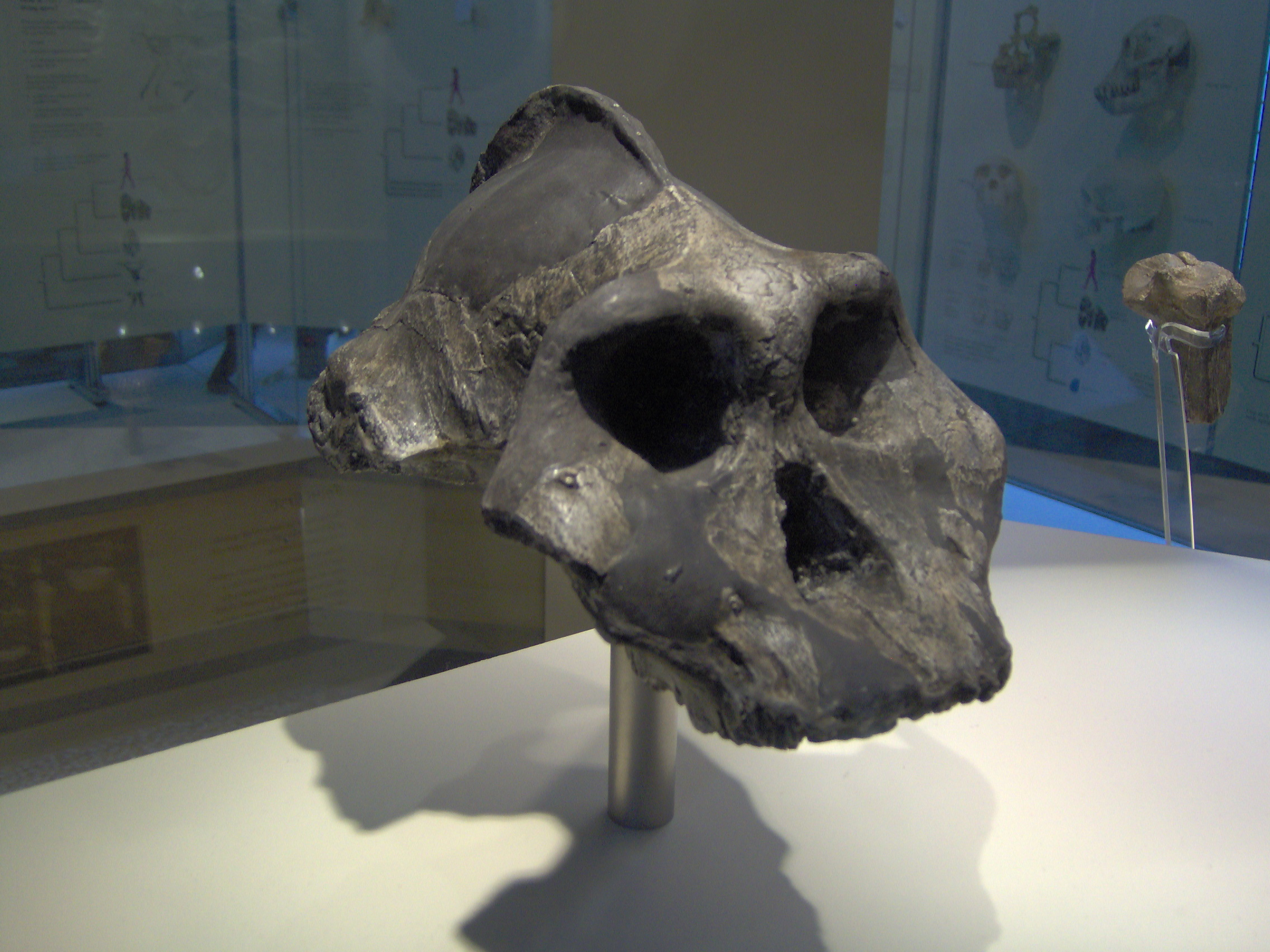
جمجمة طبق الاصل عن جمجمة بارانثروبوس الإثيوبي

يبدو أن الجزء الأكبر من أنواع أسترالوبيثكس (العفاري والإفريقي والأنامي) إما اختفى من سجلات الحفريات قبل ظهور أوائل البشر، أو يبدو أنها كانت أسلافاً للإنسان الماهر في حين استمرت أجناس بويزي الإثيوبي بالتطور على طول خط تطوري مستقل غير ذي صلة بأوائل البشر. اقتسم بارانثروبوس الأرض مع أنواع مبكرة من الجنس الإنساني، مثل الإنسان الماهر والإنسان العامل وربما الإنسان المنتصب. كانت معظم أجناس أوسترالوبيثيكوس قد انقرضت في ذلك الوقت. كانت هناك أيضا اختلافات تشريحية كبيرة ما بين أسترالوبيثكس وبارانثروبوس، على الرغم من أن الفروقات قد عثر عليها على بقايا أنياب. فيما عدا ذلك البقايا تبدو متشابه. تمتع البارانثروبوس ببنية عضلية أقرب إلى الغوريلا.

## الذكاء
تمتعت أنواع بارانثروبوس بحجر دماغي أصغر من الجنس الإنساني، لكنه أكبر بشكل ملحوظ ما كان لدى الأسترالوبيثكس (القردة الجنوبية). تترافق الأدوات الحجرية في كل من جنوب وشرق أفريقيا بالبارانثروبوس، وعلى الرغم من أن هناك نقاشا واسعا عما إذا كانت تلك الأدوات قد صنعت وتم استخدامها بيديه أم أنها تعود لأنواع الجنس الإنساني التي عاصرته. الغالبية يرون بأن أنواع الإنسان المبكرة هي التي صنعت تلك الأدوات. يبدو من شبه المؤكد أن معظم أنواع البارانثروبوس لم تستخدم اللغة ولم تستأنس النار، على الرغم من أنها كانت على صلة مباشرة مع النار في سوارتكرانز، بجنوب أفريقيا.

## اكتشافه
تم العثور على أجزاء من الجمجمة والفك السفلي لبارانثروبوس المتين عام 1938 من قبل تلميذ مدرسة يدعى جيرت تيربلانش، في منطقة تبعد 70 كم جنوب غرب بريتوريا بجنوب إفريقية. وقد تم تصنيف العظام بواسطة روبرت برووم من متحف الترانسفال على أنها تعود لجنس ونواع جديد. تجري عمليات التنقيب في الموقع منذ عام 1993 على يد فرانسيس ثاكيراي من متحف ترانسفال. تم تأريخ عمر العظام بما لا يقل عن 1.95 مليون سنة.

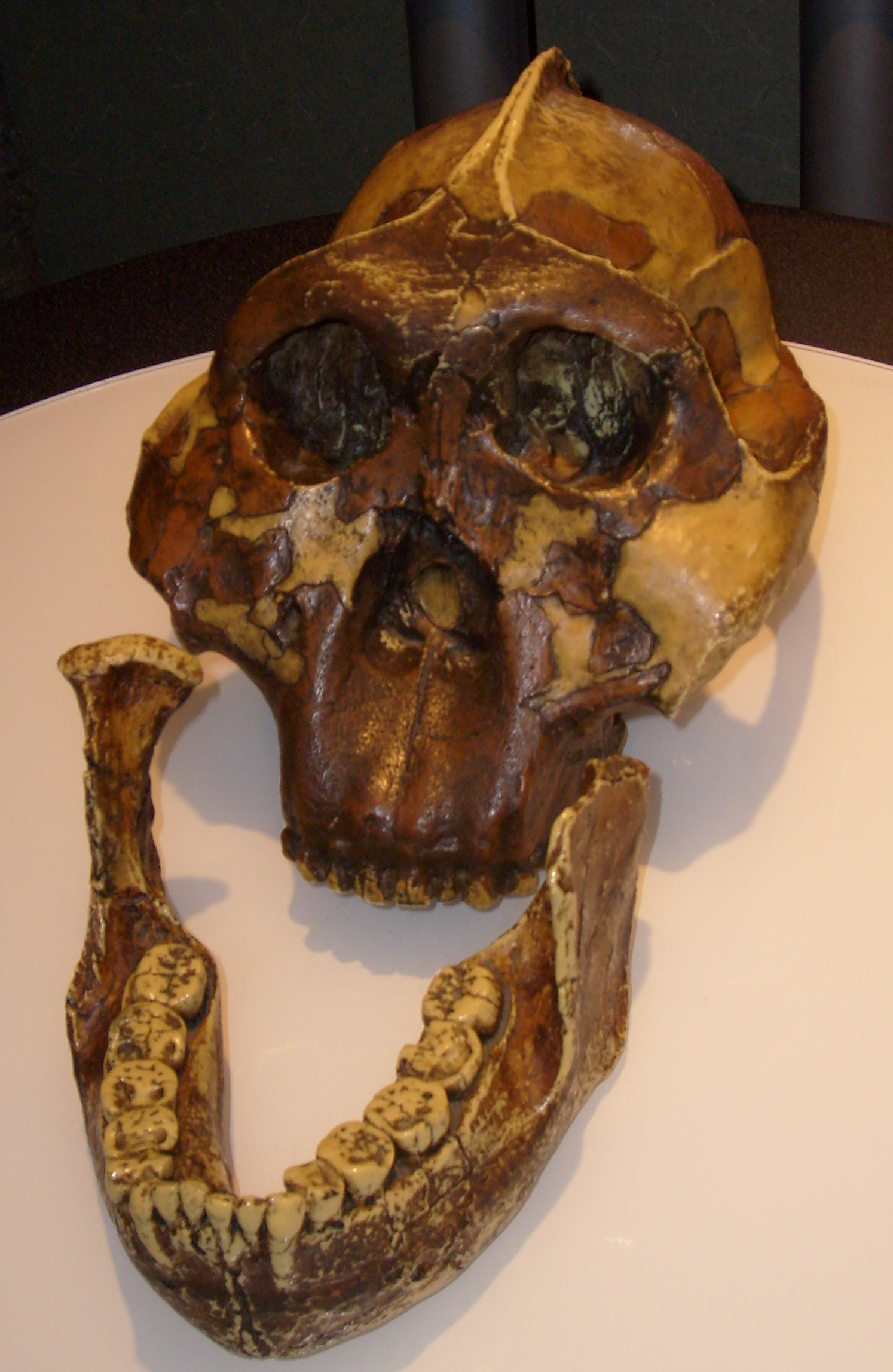
نسخة طبق الأصل من جمجمة عثرت عليها مارى ليكى

تم اكتشاف بارانثروبوس بويزي على يد ماري ليكي في 17 يوليو 1959، في تنزانيا. كانت ماري تعمل وحدها، فيما كان زميلها لويس مريضاً في المخيم. هرعت عائدة إلى المخيم لدى عثورها على البقايا، وعلى إثر الاكتشاف والأخبار السعيدة تعافى لويس بشكل ملحوظ. امتنع الفريق عن متابعة التنقيب حتى قام ديس بارتليت بصوير الموقع.
في مذكراته منح لويس اسمًا أوليًا يعكس انطباعه الأولي عن علاقة قرابة للعظام بالجنس البشري. وراح لويس وماري ينأديانة باسم «الفتى الغالي» (Dear Boy). يذكر أن عمليات الحفر توقفت في 7 أغسطس (آب). كما عثر في محيط «الفتى الغالي» على أدوات حجرية وعظام حيوانات.
نشرت أنباء الحفرية في مجلة نيتشر، المؤرخة في 15 أغسطس 1959، ولكن العدد لم يصدر حتى أيلول (سبتمبر) بسبب إضراب عمال المطابع. في ذلك العدد أدرج لويس الأحفورة في تصنيف عائلة أوسترالوبيثيكوس (القرد الجنوبي) الذي وضعه برووم، وأنشأ له نوعاً جديداً أسماه (إنسان زنج، نوع بويزي). حيث تشير كلمة زنج بالعربية إلى الساحل الشرقي لأفريقية، فيما تشير كلمة بويزي إلى تشارلز بويزي، أحد ممولي الأبحاث. استند لويس في تصنيفه على 20 اختلافاً عن أسترالوبيثكس.
في عام 1951 كان برووم قد توفي لكن دارت كان ما يزال على قيد الحياة. ويقال انه بكى من شدة الفرح عندما قدمت له العظام ليعاينها شخصياً، وكانت ماري ولويس يحملانها في لفافة من القصدير ثم صندوق خاص. لقد قلب لويس النظر في جنس بارانثروبوس الذي وضعه برووم، لكنه رفض معتبراً أن زنج إنما ينتمي إلى أسلاف الجنس الإنساني في حين أن بارانثروبوس ليس كذلك. لقد اعتمد اعتمادا كبيرا على كبر حجم أنياب زنج.
كان علم أصول الإنسان في ذلك الوقت ينحو عموماً تجاه التوحيد والتجميع وكان يدعو ضد التقسيم والتفريع. ونتيجة لذلك فإن الكشف عن زنج خلال مؤتمر علماء عصور ما قبل التاريخ الذي جرى في يوليو (تموز) في الكونغو والذي اضطر فيه لويس إلى قراءة مقالة مجلة نيتشر بسبب التأخير في الطباعة، لم يبعث سوى الحزن في نفسه بسبب ردود الفعل على إعلانه عن جنس جديد. وقد أنقذه بارت بسرد نكتة باتت مشهورة لاحقاً: «ترى، ما الذي كان سيحصل لو التقى الفتى الغالي بالسيدة بليس في ليلة ظلماء». (والسيدة بليس) هو اسم أطلق على عظام تعود لأوسترالوبيثيكوس الإفريقي.
دارت معركة على اختيار الاسم لعدة سنوات ونجحت في دق إسفين بين لويس وليغروس. لكنها من ناحية أخرى قربت ما بين ليكيز والدكتور ميلفيل بيل جروفينور من الجمعية الجغرافية الوطنية. منذ ذلك الحين أصبحت عائلة ليكيز شخصيات دولية لا تواجهها صعوبة في العثور على التمويل. قضية زنج فأصبحت في نهاية المطاف جزءًا من مسألة: أسترالوبيثكس | بارانثروبوس (وهي صحيحة فيما يخص أوسترالوبيثيكس المتين).

## الحمية
في 2011، نشر ثوري سيرلنج من جامعة يوتا وزملاؤه دراسة بها أعمالهم في مجلة وقائع الأكاديمية الوطنية للعلوم عن نظائر الكربون في المينا لـ24 سن من 22 فرد من البارانثروبوس عاشوا في شرق أفريقيا منذ 1.4 إلى 1.9 مليون سنة. تقترح النتائج التي وصلوا إليها أن بارانثروبوس بويسي تعشّب على النباتات التي تحتوي على نظير الكربون ك4 (انظر تمثيل ضوئي رباعي الكربون)، أي أنهم عاشوا معظم الوقت كحيوانات عاشبة، عن أي سلف بشري أو قريب آخر للبشر حسب ما نعرف. إلا أن البحث العلمي الجديد الذي يشمل معدل قليل من تكسر المينا في بارانثروبوس روبستوس، يقترح أن الحمية المستهلكة بصورة أكثر شيوعًا كانت هي التي تحتوي على نباتات قاسية.

## وصلات خارجية
- "Hominidae". Mikko's Phylogeny Archive. مؤرشف من الأصل في 2008-01-10.
- "Early Human Phylogeny". مؤسسة سميثسونيان. مؤرشف من الأصل في 2007-10-11.
- "Paranthropus". Human Evolution—A Look At Our Ancestors. جامعة هامبولت. مؤرشف من الأصل في 2009-08-07.
- "What Killed Paranthropus?". نيو ساينتست ع. 2434. 14 فبراير 2004. مؤرشف من الأصل (Abstract) في 2015-05-09.